# 山田圭一 (写真家)
山田 圭一（やまだ けいいち、1931年12月23日 - ）は、日本の写真家、教育工学者、社会工学者。筑波大学名誉教授。

## 略歴
東京府出身。1954年東京大学工学部応用化学科卒。ゲッティンゲン大学、フライブルク大学に学ぶ。理学博士、64年東大工学博士。東京工業大学助教授、教授、筑波大学社会工学系教授。95年定年退官、名誉教授、電気通信大学教授。
山岳航空写真のパイオニアとして、国際航空安全学会KO3（岡部）賞、日本航空協会航空功績賞を受ける。航空保安協会評議員。航空ジャーナリスト協会会員。RCC3（第二次ロッククライミングクラブ）同人。

## 著書
- 『スイスの山』保育社 カラーブックス 1963
- 『現代技術論 現代技術と人間的状況』朝倉書店 1964
- 『現代化学技術史』標準応用化学講座 コロナ社 1966
- 『カラー空から見た北アルプス』山と渓谷社 1968
- 『現代技術と社会』潮新書 1972
- 『ヒマラヤを飛ぶ 写真集』東京新聞出版局 1975
- 『空撮・世界の名峰 山田圭一作品集』白水社 1987
- 『空撮・日本の山々 山田圭一作品集』白水社 1991
- 『雲の四季』白水社 1999
- 『飛行機100年 カラー写真でつづる名機たち』写真・文 成山堂書店 2004
- 『ゴシックの大聖堂 ある精神の遍歴』クレオ 2006
- 『空撮世界の雲の風景』写真・文 成山堂書店 2007

### 共編著
- 『アルプス』佐貫亦男共著 講談社 原色写真文庫 1967
- 『現代の経済と技術 第6 新技術群』渡辺茂,松下寛共著 講談社 1967
- 『社会開発プロジェクトの展開 アメリカにおける社会工学的アプローチ』大島恵一,高瀬保共編著 講談社 1972
- 『科学のライフサイクル』林雄二郎共編 中央公論社 1975
- 『白き聖地・ヒマラヤ』写真 薬師義美文 講談社 1982
- 『科学研究のライフサイクル』塚原修一共編著 東京大学出版会 1986
- 『社会工学概論一21世紀への問題提起』宍戸駿太郎・高柳暁・坂下昇・高橋磐郎共編 学陽書房 1987
- 『化学の生い立ち』竹内敬人共著 大日本図書 新化学ライブラリー 1992
- 『雲の世界』写真・解説 菊地勝弘監修・総説 成山堂書店 2006
- 『雲の博物館 さまざまな雲の形 わかりやすい雲の科学 世界各地の美しい雲、珍しい雲』菊地勝弘共著 成山堂書店 2013